# Stazione di servizio AGIP di Piazzale Accursio
La Stazione di servizio AGIP di Piazzale Accursio è una ex stazione di servizio disegnata da Mario Bacciocchi per l'Agip, situata a Milano. La struttura, ristrutturata nel 2017 dall'architetto Michele De Lucchi, è oggi sede del ristorante-officina Garage Italia fondato da Lapo Elkann.

## Storia
Nei primi anni '50 l'Agip, per volontà di Enrico Mattei, incaricò l'architetto Mario Bacciocchi (già impegnato nella realizzazione di Metanopoli) di progettare una stazione di servizio nell'importante posizione di Piazzale Accursio; nonostante alcune difficoltà con la locale Commissione Edilizia, i lavori iniziarono nel 1952, sotto la direzione di Camillo Bianchi, e terminarono nel 1953.
 L'edificio fu quindi inaugurato quello stesso anno; oltre alle postazioni di rifornimento, la struttura comprendeva anche un autolavaggio, una sala d'attesa dotata di bar e un'officina, mentre il primo piano era adibito ad abitazione e uffici.

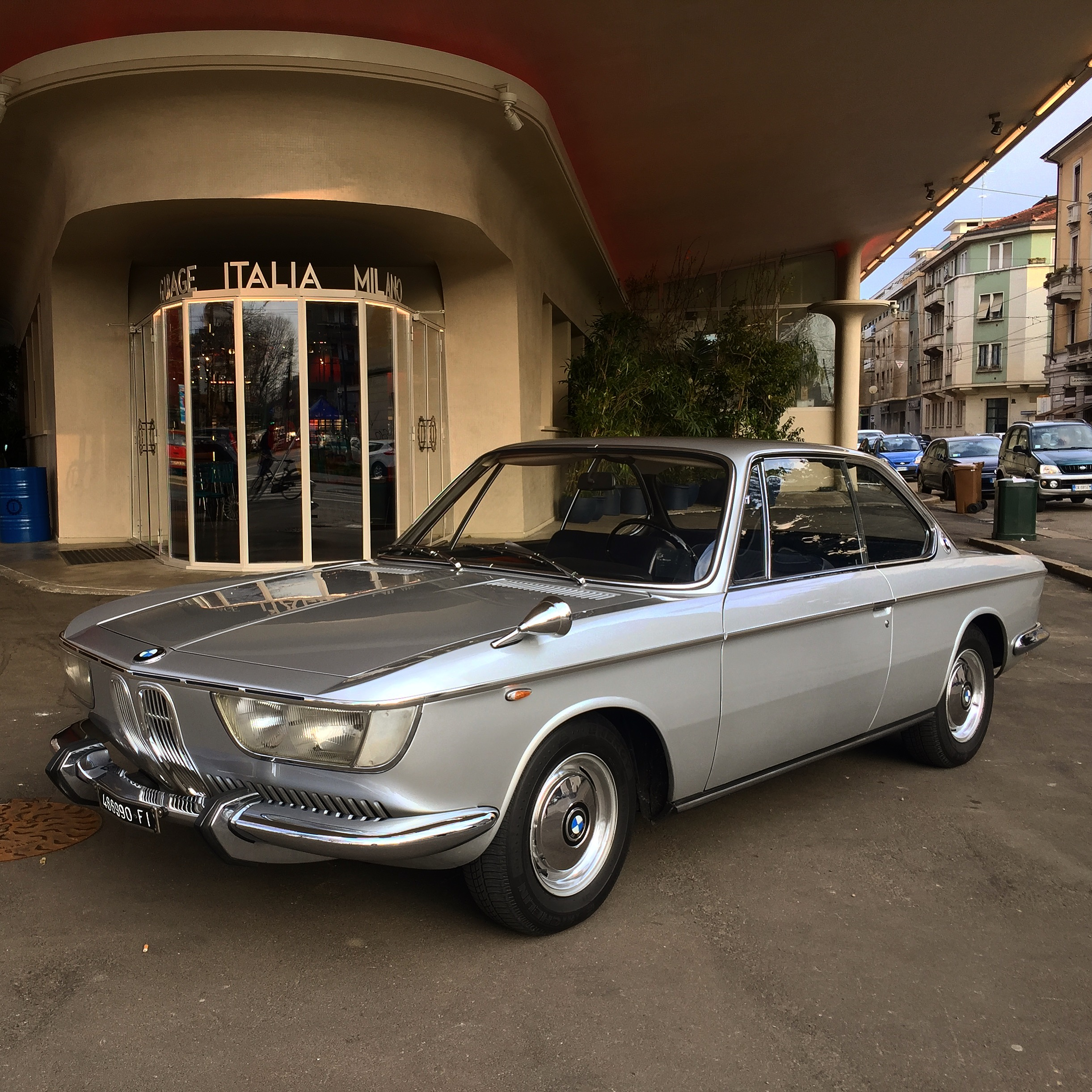
Un'auto d'epoca davanti all'ingresso della ex stazione di servizio

La stazione di servizio rimase in funzione fino agli anni '80, mentre l'attività di gommista, elettrauto e officina proseguì anche negli anni successivi, anche se la struttura iniziò a soffrire di un graduale degrado e abbandono. L'attività di garage proseguì fino ai primi anni 2010.
Nel 2012 l'edificio ospitò alcuni eventi culturali organizzati dagli studenti del Politecnico di Milano; nel 2015 nacque il progetto per il restauro dell'edificio, voluto da Lapo Elkann, allo scopo di destinare la struttura ad atelier automobilistico e ristorante (quest'ultimo, gestito in joint-venture con il noto chef Carlo Cracco fino al 2019).
Il progetto di restauro conservativo, curato da Michele de Lucchi, fu approvato nel 2016 dalle Belle Arti e l'edificio, ristrutturato e ribattezzato Garage Italia, fu riaperto nel 2017.
A luglio 2021 Elkann annunciò la vendita di Garage Italia alla società svizzera Youngtimers, che a sua volta ad ottobre rivendette l'attività alla lussemburghese Fbnk Finance sarl, ribattezzata Garage Italia Finance S.à.r.l.

## Architettura
La peculiare posizione dell'impianto, alla confluenza di due viali che formano una "V" con angolo a 45°, ha condizionato la realizzazione del progetto.
La struttura si sviluppa su due livelli e un piano seminterrato, sovrastati da due sottili pensiline ricurve che sbalzano di più di 10 metri. La planimetria si dispone lungo un asse di simmetria sul quale si trovavano le pompe di benzina, il bar e l'officina, la quale era illuminata da un lucernario ottagonale.
Il piano superiore ospitava gli alloggi, caratterizzati da pareti inclinate che, assieme alle ripetute linee curve, richiamano fortemente all'architettura navale, rintracciabile anche nell'utilizzo di oblò. Le linee rotonde dell'edificio denotano in generale l'intera struttura, che coniuga la funzionalità pratica dell'impianto con un messaggio comunicativo innovativo, che comunicava la dinamicità tipica del settore automobilistico di quegli anni.
Degna di nota anche l'illuminazione, originariamente realizzata con tubi al neon posizionati lungo la base delle pensiline. Scenografica anche l'originale e imponente scritta "Supercortemaggiore – Automobile Club" che sovrastava l'impianto.
Le forme avveniristiche dell'impianto gli sono valsi il soprannome di "astronave".